# Manabí
Manabí is een provincie aan de westkust van Ecuador. De hoofdstad van de provincie is Portoviejo. 
De provincie heeft een oppervlakte van 18.894 km². Naar schatting zijn er 1.537.090 inwoners in 2018.
Manabí heeft een warm en vochtig tropisch klimaat, mede door de warme golfstroom. Men vindt er mangrovebossen en tropisch regenwoud dat naar het midden toe overloopt in drogere tropische bossen en savannes. De mangrovegebieden zijn uitstekend geschikt voor de garnalenteelt. De temperatuur ligt gemiddeld rond 25°C.
De dorpen zijn in het regenseizoen slecht bereikbaar doordat de wegen in modderpoelen veranderen. Er zijn dan veel muskieten die ziekten als knokkelkoorts en malaria veroorzaken. In het droge seizoen vormt de watervoorziening een probleem. Veel families gebruiken noodgedwongen water uit de opdrogende rivierbeddingen, maar dat is vaak verontreinigd. Kinderen lijden als gevolg daarvan aan infectieziekten en diarree.

## Kantons
De provincie is bestuurlijk onderverdeeld in tweeëntwintig kantons. Achter elk kanton wordt de hoofdplaats genoemd.
| Nr. | Kanton               | Inwoners | Oppervlakte | Hoofdplaats               | Inwoners |
| --- | -------------------- | -------- | ----------- | ------------------------- | -------- |
| 1   | Bolívar              | 41.827   | 537 km²     | Calceta                   | 20.011   |
| 2   | Chone                | 128.166  | 3.017 km²   | Chone                     | 54.629   |
| 3   | El Carmen            | 120.936  | 1.732 km²   | El Carmen                 | 52.366   |
| 4   | Flavio Alfaro        | 26.415   | 1.343 km²   | Flavio Alfaro             | 8.312    |
| 5   | Jama                 | 23.253   | 575 km²     | Jama                      | 5.259    |
| 6   | Jaramijó             | 29.759   | 97 km²      | Jaramijó                  | 28.397   |
| 7   | Jipijapa             | 78.117   | 1.420 km²   | Jipijapa                  | 45.382   |
| 8   | Junín                | 22.324   | 246 km²     | Junín                     | 7.332    |
| 9   | Manta                | 271.145  | 309 km²     | Manta                     | 258.697  |
| 10  | Montecristi          | 99.937   | 734 km²     | Montecristi               | 71.066   |
| 11  | Olmedo               | 10.090   | 253 km²     | Olmedo                    | 2.684    |
| 12  | Paján                | 41.879   | 1.079 km²   | Paján                     | 7.686    |
| 13  | Pedernales           | 70.408   | 1.932 km²   | Pedernales                | 27.068   |
| 14  | Pichincha            | 30.380   | 1.067 km²   | Pichincha                 | 4.406    |
| 15  | Portoviejo           | 322.925  | 968 km²     | Portoviejo                | 244.129  |
| 16  | Puerto López         | 25.630   | 420 km²     | Puerto López              | 12.598   |
| 17  | Rocafuerte           | 42.688   | 280 km²     | Rocafuerte                | 11.848   |
| 18  | San Vicente          | 24.997   | 718 km²     | San Vicente               | 10.404   |
| 19  | Santa Ana            | 51.462   | 1.022 km²   | Santa Ana de Vuelta Larga | 11.918   |
| 20  | Sucre                | 62.841   | 764 km²     | Bahía de Caráquez         | 22.209   |
| 21  | Tosagua              | 42.853   | 377 km²     | Tosagua                   | 11.317   |
| 22  | Veinticuatro de Mayo | 31.473   | 524 km²     | Sucre                     | 6.607    |

| Detailkaart |
| ----------- |
|             |
| Kantons     |